# Локутки
Локутки (укр. Локутки́) — село в Ровненской сельской общине Ковельского района Волынской области Украины.
До 2020 года входило в Любомльский район.
Код КОАТУУ — 0723381505. Население по переписи 2001 года составляет 82 человека. Почтовый индекс — 44312. Телефонный код — 3377. Занимает площадь 0,22 км².